# Pseudopediasia diana
Pseudopediasia diana là một loài bướm đêm trong họ Crambidae.